# Maksym Myrhorods'kyj
Maksym Viktorovyč Myrhorods'kyj (in ucraino Макси́м Ві́кторович Миргородський?; Bolhrad, 27 settembre 1979) è un generale ucraino, comandante delle Forze d'assalto aereo ucraine dal 2021 al 2024.
È anche noto con il suo nome di battaglia: Mike (in ucraino Майк?, Majk).

## Biografia
Ha preso parte alla guerra del Donbass in qualità di comandante del 1º Battaglione della 79ª Brigata d'assalto aereo "Mykolaïv", partecipando alle battaglie di Debal'ceve, di Slov"jans'k e dell'aeroporto di Donec'k. Il 24 aprile 2015 è stato insignito dell'Ordine di Bogdan Chmel'nyc'kyj di I Classe, diventando il primo cavaliere di tale ordine fra i partecipanti dell'Operazione Anti Terrorismo.
Dopo la guerra ha perfezionato gli studi militari, ottenendo un master nel giugno 2017 presso l'Università di Difesa Nazionale dell'Ucraina. Nel dicembre 2018 è stato nominato comandante della 95ª Brigata d'assalto aereo. Il 9 agosto 2021 è diventato comandante in capo delle Forze d'assalto aereo ucraine.
Per decreto presidenziale, il 21 aprile 2022 Myrhorods'kyj è stato promosso a maggior generale.